# Dentepidosis ussuriensis
Dentepidosis ussuriensis är en tvåvingeart som beskrevs av Boris Mamaev 1990. Dentepidosis ussuriensis ingår i släktet Dentepidosis och familjen gallmyggor. Inga underarter finns listade i Catalogue of Life.